# Shinnaphat Leeaoh
Shinnaphat Leeaoh (thailändisch ชินภัทร ลีเอาะ, * 2. Februar 1997 in Nakhon Pathom), auch als Boom (thailändisch บอมบ์) bekannt, ist ein thailändischer Fußballspieler.

## Karriere

### Verein
Shinnaphat Leeaoh erlernte das Fußballspielen in der Schulmannschaft des Assumption College in Thonburi und der Jugendmannschaft des Erstligisten Muangthong United. Hier unterschrieb er 2013 auch seinen ersten Vertrag. Der Verein aus Pak Kret, einem nördlichen Vorort der Hauptstadt Bangkok, spielte in der ersten Liga, der Thai Premier League. 2015 wechselte er, da er bei Muangthong nicht zum Einsatz kam, zum Drittligisten Assumption United FC. Hier unterschrieb er einen Zweijahresvertrag. Die Saison 2015 kam er 21 Mal zum Einsatz. An den Erstligisten Pattaya United wurde er die Saison 2016 ausgeliehen. Für Pattaya stand er 22 Mal auf dem Spielfeld. Nach Vertragsende wechselte er 2017 nach Chiangrai zu Chiangrai United. In seinem ersten Jahr bei Chiangrai gewann er den Thai FA Cup. 2018 gewann er zum zweiten Mal den Thai FA Cup, sowie den Thai League Cup und den Thailand Champions Cup. 2019 wurde er mit Chiangrai thailändischer Fußballmeister. Im April 2021 stand er mit Chiangrai im Endspiel des FA Cup. Das Endspiel gegen den Chonburi FC gewann man im Elfmeterschießen. Am 1. September 2021 spielte er mit Chiangrai um den Thailand Champions Cup. Das Spiel gegen den thailändischen Meister BG Pathum United FC im 700th Anniversary Stadium in Chiangmai verlor man mit 0:1. Nach 150 Ligaspielen wechselte er im Juni 2023 zum ebenfalls in der ersten Liga spielenden BG Pathum United FC. Am 16. Juni 2024 stand er mit BG im Finale des Thai League Cup. Hier gewann man durch ein Tor von Teerasil Dangda gegen Muangthong United mit 1:0. Nach 32 Ligaspielen für BG wechselte er Anfang Januar 2025 auf Leihbasis zum ebenfalls in der ersten Liga spielenden Ratchaburi FC. Für den Verein aus Ratchaburi bestritt er 13 Ligaspiele. Nach der Ausleihe kehrte er zu BG zurück. Hier wurde jedoch sein Vertrag nicht verlängert. Im Juli 2025 nahm ihn der Erstligist Buriram United unter Vertrag.

### Nationalmannschaft
Von 2011 bis 2012 spielte Shinnaphat Leeaoh zehnmal in der thailändischen U-16-Nationalmannschaft. Achtmal trug er von 2014 bis 2016 das Trikot der U-19-Nationalmannschaft. Für die U-21 stand er von 2016 bis 2018 fünfmal auf dem Platz. Seit 2017 spielte er 19 Mal für die U-23-Nationalmannschaft.

## Erfolge

### Verein
Chiangrai United
- Thailändischer Meister: 2019
- Thailändischer Pokalsieger: 2017, 2018, 2020/21
- Thailändischer Ligapokalsieger: 2018
- Thailändischer Supercup-Sieger: 2018, 2020

BG Pathum United FC
- Thailändischer Ligapokalsieger: 2023/24

### Nationalmannschaft
Thailand U23
Sea Games: 2013
Dubai Cup: 2017
Thailand U21
Nations Cup: 2016